# Neporác
Neporác (szlovákul Neporadza) község Szlovákiában, a Trencséni kerületben, a Trencséni járásban. Bosányneprőd és Rozsonyneprőd egyesítésével jött létre.

## Fekvése
Trencséntől 21 km-re délkeletre található.

## Története
1269-ben említik először. Mai területén három külön település: Bosányneprőd, Kisneporác és Rozsonyneprőd feküdt.
A 18. század végén Vályi András így ír róluk: „NEPORÁCZ. Borsan Neporácz. Kis Neporácz. Három faluk Trentsén Várm. Borsán Neporácznak földes Ura Motesiczky Uraság, fekszik Alsó Moresiczhez nem meszsze, és annak filiája. Kis Neporácznak földes Ura G. Illésházi Uraság, fekszik Kis Hradnához közel, és annak filiája, Rósa Neporácznak pedig földes Ura Madocsányi uraság, fekszik amazokhoz nem meszsze, lakosaik katolikusok, és másfélék is, földgyeik közép termékenységűek, réttyeik, legelőjök meg lehetősek, vagyonnyaik is középszerűek.”
Bosányneprőd és Kisneporác időközben egyesült. A trianoni békéig Bosányneprőd és Rozsonyneprőd Trencsén vármegye Báni járásához tartozott.
1960-ban egyesítették a két települést.

## Népessége
| Év:            | 1994. | 2004.   | 2014.   | 2024.   |
| -------------- | ----- | ------- | ------- | ------- |
| Emberek száma: | 835   | 773     | 797     | 802     |
| Eltérés:       |       | -7,42 % | +3,10 % | +0,62 % |

| Év:            | 2023. | 2024.   |
| -------------- | ----- | ------- |
| Emberek száma: | 794   | 802     |
| Eltérés:       |       | +1,00 % |

1880-ban Bosányneprőd 223 lakosából 197 szlovák, 14 német, 2 egyéb anyanyelvű és 10 csecsemő volt; ebből 209 római katolikus és 14 zsidó vallású. Rozsonyneprőd 194 lakosából 164 szlovák, 17 német, 6 egyéb anyanyelvű és 7 csecsemő volt; ebből 172 római katolikus, 17 zsidó és 5 evangélikus vallású.
1910-ben Bosányneprőd (Bošianska Neporadza) 396 lakosából 354 szlovák, 41 német és 1 magyar anyanyelvű. Rozsonyneprőd (Rožnová Neporadza) 313 lakosából 282 szlovák és 20 német anyanyelvű volt.
2001-ben 775 lakosából 773 szlovák volt.
2011-ben 783 lakosából 754 szlovák, 1-1 lengyel, morva és más, illetve 26 ismeretlen nemzetiségű volt.

## Nevezetességei
- Szűz Mária tiszteletére szentelt római katolikus temploma 1743-ban épült.

## Külső hivatkozások
- Községinfó
- Neporác Szlovákia térképén
- E-obce.sk Archiválva 2008. március 27-i dátummal a Wayback Machine-ben

## Lásd még
- Bosányneprőd
- Rozsonyneprőd